# Simai Mihály (közgazdász)
Simai Mihály (Budapest, 1930. április 4. –) Széchenyi-díjas magyar közgazdász, egyetemi tanár, a Magyar Tudományos Akadémia rendes tagja. A világgazdaságtan, ezen belül a szerkezeti rendszere átalakulásának neves kutatója. 1988–1991 között az MTA Világgazdasági Kutatóintézet igazgatója. 1992–1995 között az ENSZ Egyetem Világgazdaság-fejlesztési Intézet főigazgatója.

## Életpályája
Születési neve Schwacz Mihály. Anyja neve Rosenberg Jolán. 
1948-ban érettségizett a szeghalmi Péter András Református Gimnáziumban, majd felvették a Közgazdaságtudományi Egyetem kereskedelem szakára, ahol 1952-ben szerzett közgazdász diplomát. 1957-ben védte meg egyetemi doktori disszertációját. Posztgraduális program keretében a genfi Nemzetközi Kapcsolatok Intézetében és a párizsi Európai Gazdasági és Politikai Tudományok Iskolájában tanult.
Diplomájának megszerzése után az egyetem nemzetközi gazdaság és politikai kérdések tanszékén kapott tanársegédi állást. 1957-től adjunktusként, 1961-től pedig docensként dolgozott. 1971-ben kapta meg egyetemi tanári kinevezését. Állását a tanszék világgazdasági tanszékké történő átnevezése után is megtartotta. A tanszéknek több éven keresztül vezetője is volt. 2000-ben professor emeritusi címet kapott. Emellett a győri Széchenyi István Egyetemen is tanított. Oktatói munkája mellett az MTA Világgazdasági Kutatóintézetének megszervezésében és megalapításában is részt vett. 1974-től az intézet helyettes igazgatója, 1988 és 1991 között igazgatója volt. 1991-ben kutatóprofesszori megbízást kapott.
1962-ben védte meg a közgazdaság-tudományok kandidátusi, 1971-ben akadémiai doktori értekezését. Az MTA Közgazdaság-tudományi Bizottságának lett tagja, később a Nemzetközi Gazdasági és Fejlődéstani Bizottságba is bekerült. Egy időben az ENSZ Informatikai Bizottságában is dolgozott. 1976-ban megválasztották a Magyar Tudományos Akadémia levelező, 1985-ben pedig rendes tagjává. Több tudományos szakfolyóirat szerkesztőbizottságába is bekerült: Transnational (Genf), Review of International Studies (Cambridge), Journal of Development Studies (Hága), Environmental Economics (Amszterdam), Journal of Development Planning (Delhi) és Global Governance (New York).

### Közéleti pályafutása

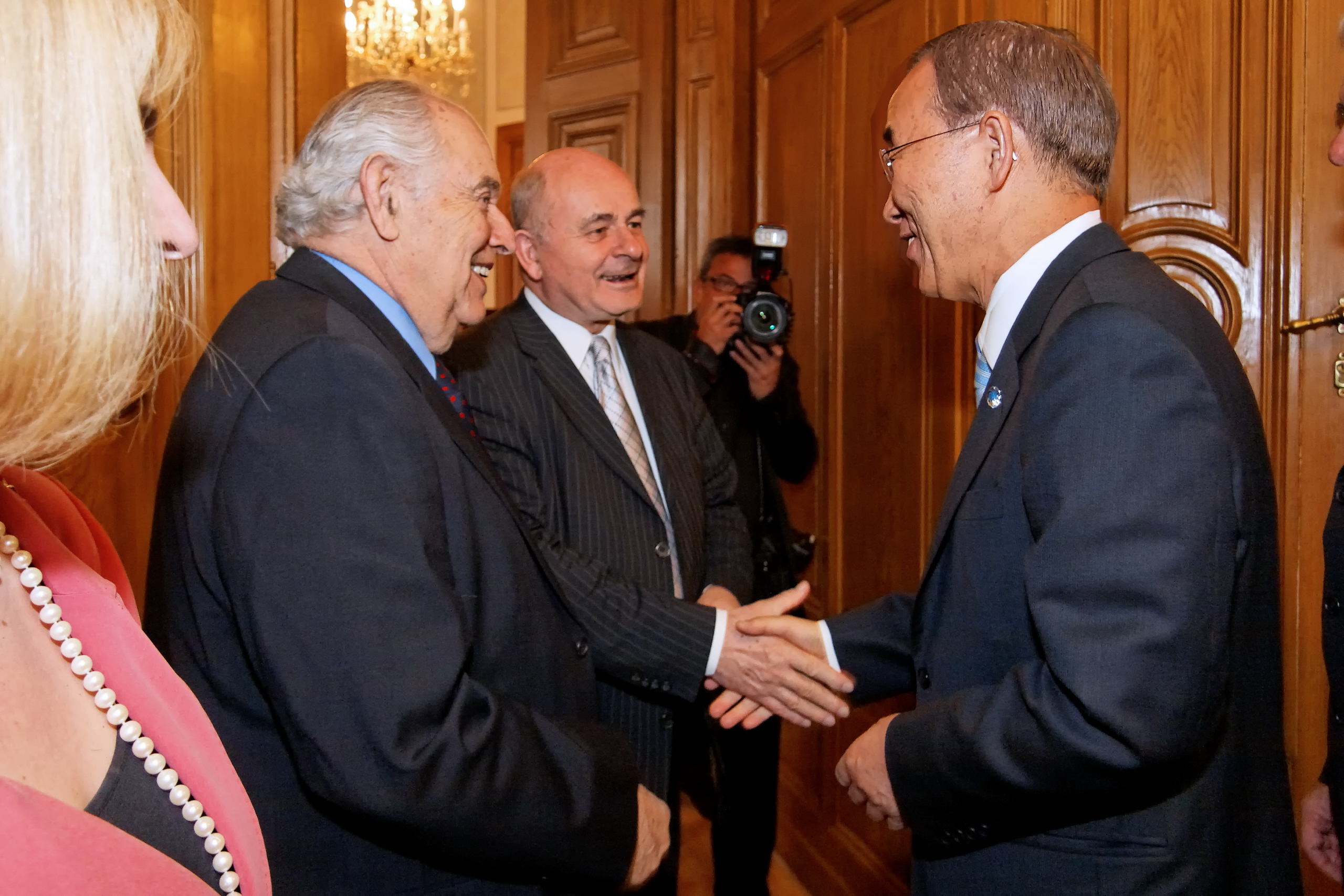
Gömbös Ervinnel a MENSZT főtitkárával Pan Gimun (Ban Ki Mun), fogadásakor az MTA székházában

Simai az Egyesült Nemzetek Szervezete (ENSZ) több intézményében is aktívan részt vett. 1959–1960 között az ENSZ Európai Gazdasági Bizottságának, 1964–1968 között a Tervezési, Prognosztikai és Gazdaságpolitikai Központja munkatársa volt. Emellett több arab és afrikai országban dolgozott tanácsadóként. 1992–1996 között az ENSZ Egyetem Helsinkiben működő Világgazdaság-fejlesztési Intézetének volt főigazgatója.
Tagja volt az ENSZ több szakértői bizottságának, többek között a nemzetközi pénzügyi kérdésekkel, az államszervezetek reformjával és a fejlesztéstervezéssel foglalkozó bizottságoknak. Az ENSZ Egyetem Igazgatótanácsának elnökeként (1990–1992), illetve az UNICEF Kormányzótanácsának alelnökeként dolgozott több éven át. A Magyar ENSZ-Társaság és az UNICEF magyar bizottságának elnökévé választották (utóbbit 2004-ig vezette).

## Munkássága
Kutatási területe a világgazdaságtan, ezen belül a kapitalista országok és a harmadik világ kérdéskörei, a világgazdaság 21. századi kérdései, valamint a globális transzformációk.
Legfontosabb eredményeit a világgazdaság szerkezeti rendszere átalakulásának fő irányairól és következményeiről írta. Foglalkozik az ehhez kapcsolódó nemzetközi pénzügyi kérdésekkel, államszervezeti reformokkal és fejlesztéstervezéssel. Fontosabb munkái jelentek meg a globalizáció, a nemzetközi szervezetek, a transznacionális vállalatok kérdéseiről, illetve egymáshoz közti viszonyukról. Több publikációja jelent meg a globális tudományos és műszaki fejlődés témakörében.
Több mint kétszáznyolcvan tudományos publikáció szerzője vagy társszerzője, ebből közel negyven könyv/monográfia és negyvenöt könyvfejezet. Munkáit elsősorban magyar és angol nyelven adja közre.

## Családja
1954-ben nősült, felesége Bence Vera. Házasságukból egy leánygyermekük született (Anna).

## Díjai, elismerései
- Közgazdász-díj (1975)
- Magyar Köztársaság Zászlórendje (1990)
- Meritorious Service Award (1995, ENSZ)
- Széchenyi-díj (2007)
- A Magyar Érdemrend középkeresztje (2022)

## Főbb publikációi
- Az angol imperalizmus; Marx Károly Közgazdaságtudományi Egyetem, Bp., 1960
- Tőkekivitel a jelenkori kapitalizmusban (1962)
- A közös piac. Kísérlet a gazdasági integrációra; szerk. Simai Mihály; Kossuth, Bp., 1964 (Világgazdasági ismeretek)
- A kapitalizmus világgazdasági rendszere (1965)
- Közeledik-e a két rendszer egymáshoz? A konvergenciaelméletről; Kossuth, Bp., 1969 (Napjaink kérdései)
- Kilátás a 26. emeletről (1969)
- A fejlett tőkésországok munkásmozgalmának főbb kérdései. Jegyzet a Magyar Szocialista Munkáspárt Marxizmus-Leninizmus esti egyetemek nemzetközi munkásmozgalom története szakosító tanfolyam hallgatói részére. 2. évf.; szerk. Simai Mihály, Sütő Ottó; Kossuth, Bp., 1970
- Foreign trade in a planned economy; szerk. Vajda Imre, Simai Mihály; University, Cambridge, 1971
- A harmadik évezred felé (1971) (oroszul is)
- Az Egyesült Államok a 200. évforduló előtt (1974)
- La planification et l'exécution des plans dans les pays en voie de développement; Institut d'Économie Mondiale de l'Academie des Sciences de Hongrie, Bp., 1974 (Études sur les pays en voie de développement)
- Economic integration. Concepts, theories and problems; szerk. Simai Mihály, Garam Katalin; Akadémiai, Bp., 1977
- A világgazdasági stratégia néhány elméleti és gyakorlati összefüggése; Marx Károly Közgazdaságtudományi Egyetem Közgazdasági Továbbképző Intézet, Bp., 1977
- Development in the eighties. Selected papers by Hungarian scholars; szerk. Major István, bev. Arvind Vyas; Hungarian Information and Cultural Centre, New Delhi, 1978
- Kölcsönös függőség és konfliktusok a világgazdaságban (1978) (angolul is)
- Gazdaságelmélet, kelet-nyugati kapcsolatok, magyar és amerikai gazdaság. A negyedik Magyar-amerikai közgazdász találkozó tanulmányai; szerk. Dobozi István, Simai Mihály; VVT, Bp., 1979 (Irányzatok a világgazdaságban)
- A fejlődő országok és a gazdasági dekolonizáció (1981)
- Világgazdaság, kelet-nyugati kapcsolatok, magyar és amerikai gazdaság: a mechanizmus és a szerkezeti alkalmazkodás problémái; szerk. Dobozi István, Simai Mihály; VTT, Bp., 1982 (Irányzatok a világgazdaságban)
- International Technology Transfer and Economic Development in the Late 20th Century (1984)
- Hatalom, technika, világgazdaság (1985, angolul 1990)
- Az ENSZ napjainkban; szerk. Simai Mihály; Kossuth, Bp., 1985
- Az emberi tényező szerepe a világgazdaságban az 1980-as években. Akadémiai székfoglaló. 1986. január 16.; Akadémiai, Bp., 1986 (Értekezések, emlékezések)
- East-West co-operation at the end of the 1980s. Global issues. Foreign direct investments and debts; Hungarian Scientific Council for World Economy, Bp., 1989 (Trends in world economy)
- Global power structure, technology and world economy in the late twentieth century; Pinter–Akadémiai, London–Bp., 1990
- The world economy for our age and the new multilateralism: new challenges for Hungary;  Hungarian Scientific Council for World Economy, Bp., 1991 (Trends in world economy)
- A világgazdasági rend és az új multilateralizmus. A világgazdaság a XX. század utolsó évtizedében; Aula, Bp., 1992
- Gál Péter–Simai Mihály: A műszaki fejlődés világgazdasági rendszere; Budapesti Közgazdaságtudományi Egyetem, Bp., 1994
- The Future of Global Governance: Managing Risk and Change in the International System (1994)
- The Future of Work: The Politics and Economics of Global Employment (1995)
- International business policy. Transnational corporations and their structural effects on the international division of labour; Institute for World Economics HAS, Bp., 1996 (Trends in world economy)
- Nemzetközi üzletpolitika (1996)
- Az Egyesült Államok szerepe a világgazdaságban a XX. század végén: megújulás vagy lassuló hanyatlás?; MTA VKI, Bp., 1998 (Műhelytanulmányok Magyar Tudományos Akadémia Világgazdasági Kutatóintézet)
- The Democratic Process and the Market (1999)
- Új trendek és stratégiák a világgazdaságban. Vállalatok, államok, nemzetközi szervezetek; szerk. Simai Mihály, Gál Péter; Akadémiai, Bp., 2000
- Zöldebb lesz-e a világ? (2001)
- The age of global transformations: the human dimension; Akadémiai, Bp., 2001
- Az Amerikai Egyesült Államok a XXI. század globális rendszerében. "Magányos békebíró vagy hegemón világhatalom"; Aula, Bp., 2006
- Epochal change in the world economy. Past and prospects. Proceedings of the international conference devoted to the memory of professor József Bognár. 22-23 February, 2007, Budapest; szerk. Fóti Gábor, Inotai András, Simai Mihály; Institute for World Economics of the HAS, Bp., 2007
- A világgazdaság a XXI. század forgatagában. Új trendek és stratégiák (2007)
- Oroszország két világ között; szerk. Simai Mihály; Akadémiai, Bp., 2011 (Nemzetközi gazdaság szakkönyvtár)
- A harmadik évezred nyitánya - A zöld fejlődés esélyei és a globális kockázatok (2016)